# Hendrichovce
Hendrichovce es un municipio del distrito de Prešov en la región de Prešov, Eslovaquia, con una población estimada a final del año 2024 de 287 habitantes.
Se encuentra ubicado en el centro-sur de la región, en el valle del río Torysa (cuenca hidrográfica del río Tisza) y cerca de la frontera con la región de Košice.

## Demografía
| Año        | 1994 | 2004    | 2014     | 2024     |
| ---------- | ---- | ------- | -------- | -------- |
| Población  | 208  | 217     | 246      | 287      |
| Diferencia |      | +4,32 % | +13,36 % | +16,66 % |

| Año        | 2023 | 2024    |
| ---------- | ---- | ------- |
| Población  | 273  | 287     |
| Diferencia |      | +5,12 % |